# Waffenfarben des Heeres (1935–1945)
Waffenfarben wurden traditionell auch in der Wehrmacht von 1935 bis 1945 als Unterscheidungskriterium verschiedener Waffengattungen, Truppengattungen, Korps, Dienste, Ranggruppen und Verwendungen vom ministeriellen Bereich, Generalstab, Oberkommando der Wehrmacht bis hin zu den Teilstreitkräften Heer, Luftwaffe und Kriegsmarine verwendet. Die Waffenfarben waren Bestandteil der Paspelierung der Schulterstücke, Uniformkragen und Hosenbiesen, aber auch Grundfarbe der Schulterstücke, sowie zum Teil der Larisch-Stickereien und Lampassen der Generalität und Flaggoffiziere. Sie waren zudem auch Bestandteil der Truppenfahnen und Standarten.

## Waffenfarben des Heeres
Im Heer gab es eine festgelegte Systematik von Waffenfarben, die an den Kragenspiegeln, Paspelierungen und Schulterstücken Anwendung fand. Sie stimmte weitgehend mit der in der Reichswehr (1921 bis ca. 1935) verwendeten überein.

## Übersichtstafel mit Beispielen
Aufgrund fehlender Quellenangaben bezüglich der exakten Farbcodes ist es schwierig, die tatsächlich verwendeten Waffenfarben zu rekonstruieren. Daher entsprechen die nachstehend gezeigten Farben nur ungefähr den in Wirklichkeit verwendeten Farbtönen.
- Heer Kragenspiegel Offiziere:
1 Feldmarschall ab 4/1941
2 General, und Feldmarschall bis 4/1941
3 Offizier OKW/OKH
4 Krad-Schütze, Panzergrenadier
5 Leichte Infanterie zu Feldanzug, (nur innere Streifen in Waffenfarbe)
- Heer Kragenspiegel Unteroffizier
6 Unteroffizier Artillerie
7 Unteroffizier (Feldanzug)
8 Panzer
- Wehrmacht Schulterstücke Offizier (Unterlage in Waffenfarbe)
7 Oberst (Panzergrenadier)
8 Oberfeldveterinär (Oberstleutnant Veterinär)
9 Major (Artillerie)
10 Hauptmann (Panzerabwehr)
11 Oberleutnant (6. Infanterie)
12 Leutnant (Pionier).
- Schulterklappen Unteroffiziere:
13 Stabswachtmeister (12. Artillerie)
14 Oberfeldwebel (Infanterie)
15 Feldwebel (Panzer-Lehr)
16 Unterwachtmeister (Kavallerie/Aufklärung)
17 Sanitätsunteroffizier
- Wehrmacht Schulterklappen Mannschaften:
A = 4. Kp./67. Artillerie
B = 20. Panzer
C = Infanterie Rgt. Großdeutschland

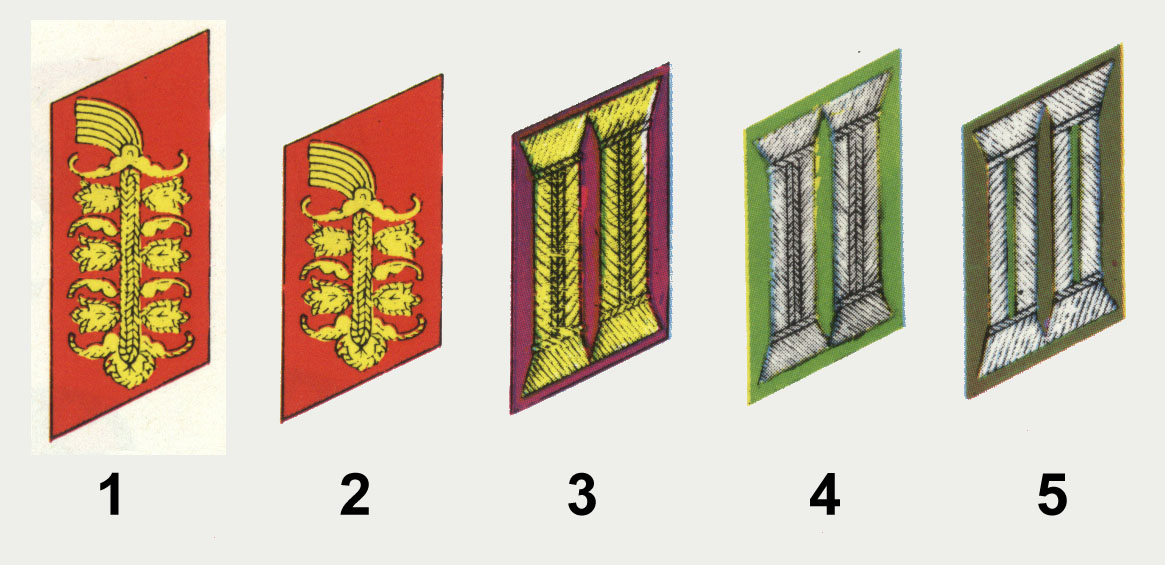
Heer Kragenspiegel Offiziere: 1 Feldmarschall ab 4/1941 2 General, und Feldmarschall bis 4/1941 3 Offizier OKW/OKH 4 Krad-Schütze, Panzergrenadier 5 Leichte Infanterie zu Feldanzug, (nur innere Streifen in Waffenfarbe)
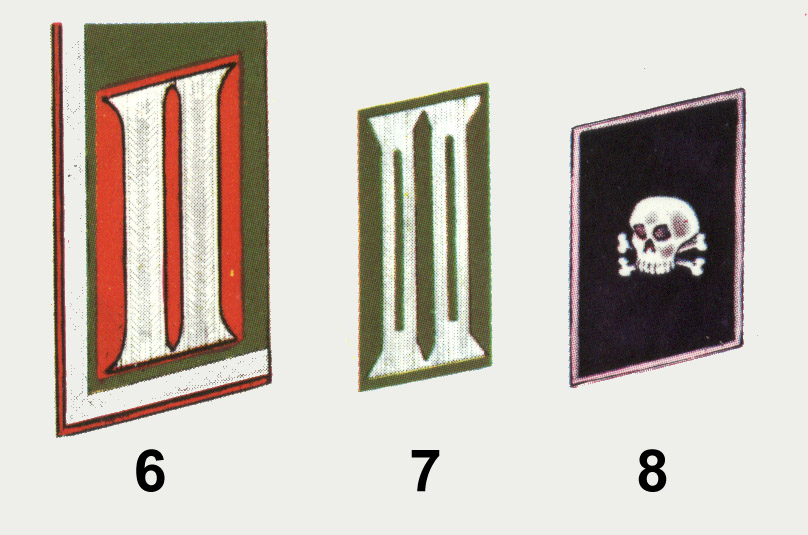
Heer Kragenspiegel Unteroffizier 6 Unteroffizier Artillerie 7 Unteroffizier (Feldanzug) 8 Panzer
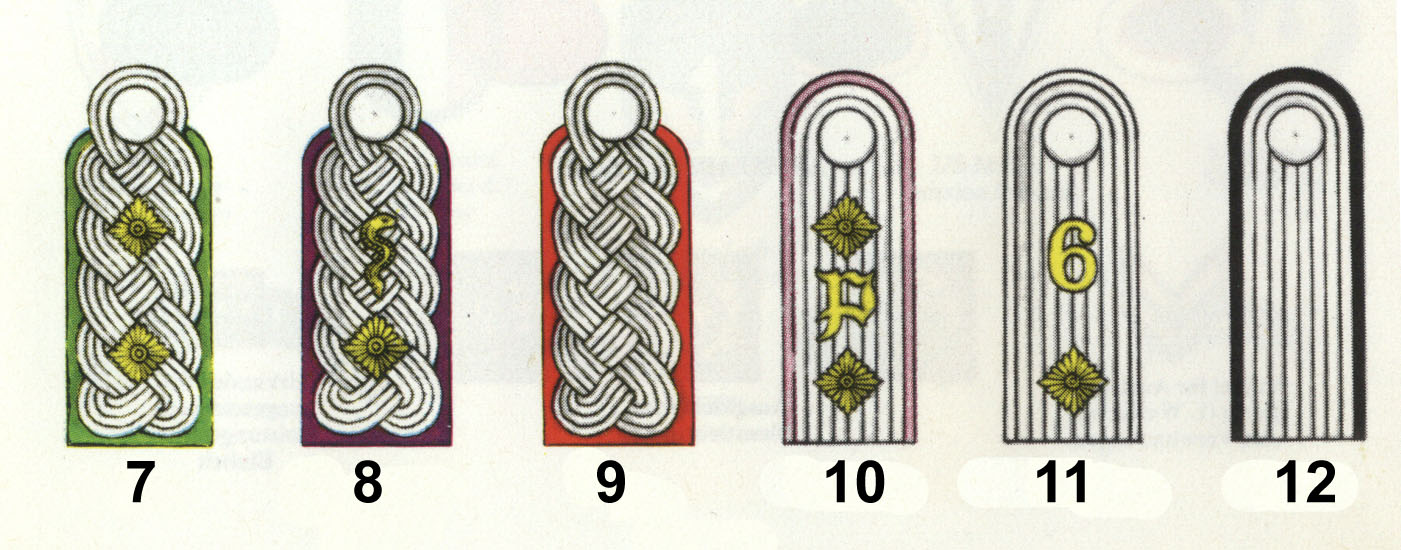
Wehrmacht Schulterstücke Offizier (Unterlage in Waffenfarbe) 7 Oberst (Panzergrenadier) 8 Oberfeldveterinär (Oberstleutnant Veterinär) 9 Major (Artillerie) 10 Hauptmann (Panzerabwehr) 11 Oberleutnant (6. Infanterie) 12 Leutnant (Pionier).
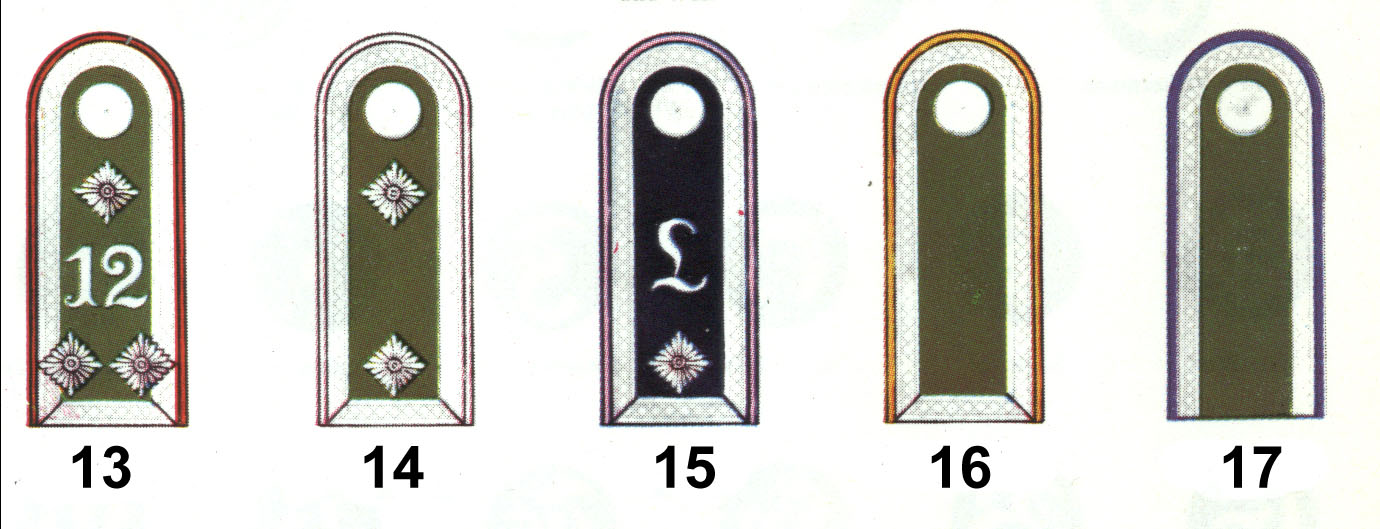
Schulterklappen Unteroffiziere: 13 Stabswachtmeister (12. Artillerie) 14 Oberfeldwebel (Infanterie) 15 Feldwebel (Panzer-Lehr) 16 Unterwachtmeister (Kavallerie/Aufklärung) 17 Sanitätsunteroffizier
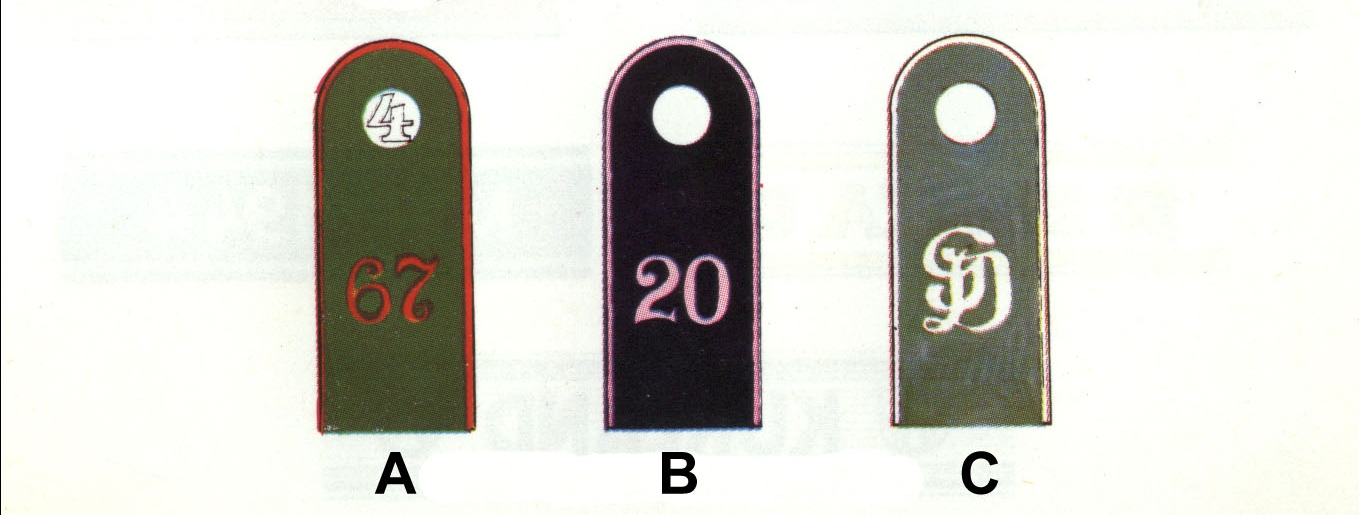
Wehrmacht Schulterklappen Mannschaften: A = 4. Kp./67. Artillerie B = 20. Panzer C = Infanterie Rgt. Großdeutschland

Die nachstehende Übersicht enthält eine Auswahl der Waffenfarben von 1935 bis 1945.
| Truppe, Verband, Verwendung                                                                                           | Waffenfarbe                    | Waffenfarbe       | Beispiel | Beispiel | Bemerkung                                                                                              |
| --- | ------------------------------ | ----------------- | -------- | -------- | --- |
| - Generalität Festungsbaupioniere, Waffenoffiziere und Feuerwerker - Artillerietruppe - Sturmgeschütze - Schwere Flak | Hochrot (#FF0000)              |                   |          |          | General…                                                                                               |
| - Generalität Festungsbaupioniere, Waffenoffiziere und Feuerwerker - Artillerietruppe - Sturmgeschütze - Schwere Flak | Hochrot (#FF0000)              | Artilleriestander |          |          | |
| - Kriegsministerium (später OKW) - Generalstabsoffiziere - Veterinärwesen                                             | Karmesin (#960018)             |                   |          |          | - Chef OKW bis 1941 - Offizier i. G. (Oberkommando) Offizier i. G. (sonstige) - Hufbeschlaglehrmeister |
| Feldgeistliche | Violett (#C154C1)              |                   |          |          | |
| - Nebeltruppe - Beamte am Reichskriegsgericht                                                                         | Bordeauxrot (#800032)          |                   |          |          | - Fahnenjunker-Unteroffizier - Stander                                                                 |
| - Infanterie - Motorisierte Infanterie                                                                                | Weiß (#FFFFFF)                 |                   |          |          | - Leutnant - Truppenstander                                                                            |
| - Panzertruppe vorher - Kraftfahrkampftruppe/Kraftfahrtruppen                                                         | Rosa (#FF99CC)                 |                   |          |          | - Panzerkampfabzeichen - Stander                                                                       |
| Nachrichtentruppe | Zitronengelb (#FFEE00)         |                   |          |          | - Oberleutnant - Stander                                                                               |
| Nachrichtentruppe | bis 1937 Hellbraun             |                   |          |          | - Oberleutnant - Stander                                                                               |
| Kavallerie | Goldgelb (#F7B600)             |                   |          |          | - Rittmeister - Stander                                                                                |
| - Feldgendarmerie - Wehrersatzwesen                                                                                   | Orange (#ff8000)               |                   |          |          | - Unteroffizier - Kompaniewimpel                                                                       |
| - Aufklärer - Kradschützentruppe                                                                                      | Kupferbraun (#DA8A67)          |                   |          |          | - Oberst - Stander                                                                                     |
| Panzergrenadiertruppe                                                                                                 | Wiesengrün (#60c000 ab 1943)   |                   |          |          | Oberst                                                                                                 |
| - Jägertruppe - Gebirgsjäger                                                                                          | Jägergrün (#008B00)            |                   |          |          | - Leutnant - Stander                                                                                   |
| Heeresbeamte | Dunkelgrün (#00703E)           |                   |          |          | Stabsfeldwebel                                                                                         |
| - Kraftfahrparktruppen - Nachschubtruppe                                                                              | Blau (#00AEEF)                 |                   |          |          | - Major, Oberfeldwebel - Stander                                                                       |
| Sanitätstruppe | Kornblumenblau (darkblue)      |                   |          |          | Unterarzt                                                                                              |
| Propagandatruppe | Lichtgrau (#e8e8e8)            |                   |          |          | |
| Baupioniere | bis 1942 Hellbraun (burlywood) |                   |          |          | - Kragenspiegel (Offiziere, Paradejacke) - Stander                                                     |
| Pioniere | Schwarz (black)                |                   |          |          | - Kragenspiegel (Offiziere, Paradejacke) - Stander                                                     |

Anmerkung:

Waffengattungen der Wehrmacht gemäß Verfügung des Oberkommandos der Wehrmacht vom 14. Oktober 1942, hier nur eine Auswahl.